# Maxwell (telefilme)
Maxwell é um telefilme britânico de 2007 dirigido por Colin Barr com roteiro de Craig Warner para a BBC. O drama narra os últimos dias do magnata da mídia Robert Maxwell, interpretado por David Suchet. Suchet mais tarde foi premiado com um Emmy Internacional por sua atuação.

## Elenco
- David Suchet ... Robert Maxwell
- Patricia Hodge ... Elisabeth 'Betty' Maxwell
- Ben Caplan ... Kevin Maxwell
- Daniela Denby-Ashe ... Andrea, secretaria de Maxwell
- Dan Stevens ... Basil Brookes
- Duncan Bell ... Richard Baker[3]
- Tony Turner ... Ron Woods[4]